# Vasiliy Sidorenko
Pour les articles homonymes, voir Sidorenko.
Vasiliy Sidorenko (né le 1er mai 1961 à Stalingrad) est un athlète russe spécialiste du lancer du marteau.

## Biographie
En 1994, Vasiliy Sidorenko remporte les championnats d'Europe au lancer du marteau avec un jet à 81,10 m. Il devance le Biélorusse Igor Astapkovich et l'Allemand Heinz Weis.

### Palmarès
| Date | Compétition               | Lieu              | Résultat | Performance |
| ---- | ------------------------- | ----------------- | -------- | ----------- |
| 1993 | Championnats du monde     | Stuttgart         | 5e       | 78,86 m     |
| 1994 | Goodwill Games            | Saint-Pétersbourg | 2e       | 80,12 m     |
| 1994 | Championnats d'Europe     | Helsinki          | 1er      | 81,10 m     |
| 1994 | Finale du Grand Prix IAAF | Paris             | 3e       | 79,12 m     |
| 1996 | Jeux olympiques           | Atlanta           | 12e      | 74,68 m     |
| 1997 | Championnats du monde     | Athènes           | 3e       | 80,76 m     |
| 1998 | Goodwill Games            | Uniondale         | 1er      | 80,89 m     |

### Records
| Épreuve           | Performance | Lieu      | Date        |
| ----------------- | ----------- | --------- | ----------- |
| Lancer du marteau | 82,54 m     | Krasnodar | 13 mai 1992 |